# ۴۶ (عدد)
۴۶ (عدد)
۴۶(چهل و شش) یک عدد طبیعی است که بعد از ۴۵ و قبل از ۴۷ قرار دارد.